# Spokane (Washington)
Spokane je grad u američkoj saveznoj državi Washington. Prema popisu stanovništva iz 2010. u njemu je živjelo 208.916 stanovnika.